# バーラト・ベンツ
バーラト・ベンツ (BharatBenz) はダイムラートラックAGのインド100%子会社であるダイムラー・インディア・コマーシャル・ビークルズ (Daimler India Commercial Vehicles, DICV) によって製造・販売が行われるインド市場専用のトラックブランドである。ダイムラー・トラックス第五のブランドとなる。「バーラト」とはインド諸言語で「インド」を意味する。海外向けにはFUSOブランドで輸出を行っている。
なお、DICVは現在およそ1,200人の従業員を擁する。

## 沿革
2008年、ダイムラーAGはヒーロー・グループと中型および大型商用車を製造を行う合弁事業でインド市場への参入を計画していた。合弁会社は2008年7月の覚書に基いてダイムラーAGが60%、ヒーロー・グループが40%の出資比率で設立され、ダイムラー・ヒーロー・コマーシャル・ビークルズ (Daimler Hero Commercial Vehicles, DHCV) と名付けられた。Marc LlistosellaがCEOに、Amit Chaturvediが副CEOにそれぞれ任命された。
しかしながら、ダイムラーAGとヒーロー・グループは2009年4月15日、インド経済の低迷を理由に合弁解消を発表した。ヒーロー・グループは本業への注力を決断し、40%のDHCV株をダイムラーAGに譲渡した。ダイムラーAGの100%子会社となり、DHCVはダイムラー・インディア・コマーシャル・ビークルズ (DICV) と改称した。
バーラト・ベンツブランドの発足は2011年2月17日にチェンナイでダイムラーAG会長ディーター・ツェッチェによって発表され、最初のバーラト・ベンツトラックは2012年1月4日にニューデリーオートエクスポにてお披露目された。同年3月2日、ハイデラバードにてバーラト・ベンツの9～49トンの中型および大型トラックの発表会が行われた。2014年までに全17種のラインナップが出揃う予定である。また、ディーラー網は当初70店舗からスタートし、2014年までに100店舗にまで拡大する予定である。
2012年6月21日、大型トラックの製造が開始され、9月26日から発売を開始。3ヶ月で1,098台を販売した。大型トラックに続いて、2012年10月には中型トラックの生産も開始され、2013年2月20日から販売が開始された。
2013年7月10日、5000台目のトラックがラインオフした。
2014年1月31日、DICVは新たにバーラト・ベンツ4車種（トラクター・トレイラーの4023、4028、4928、および鉱工業向けの3128）を発表した。また、同ブランドのトラックの販売台数が累計7,500台に達したことも併せて発表された。

## 生産拠点
DICVは7億ユーロ（440億ルピー）以上を投じてタミル・ナードゥ州チェンナイ近郊のオラガダムにトラックの製造工場を建設し、2012年4月18日にその開所記念式典が行われた。工場の組立エリアは160ヘクタールあり、そのうち19ヘクタールは2つの異なるテストコース（それぞれ3レーン全長1.55km、2レーン全長1.16km）に充てられている。2012年当初の生産能力は36,000台であり、2013年始までにさらに35億ルピーを投じて年70,000台に拡大する予定である。
DICVは450以上の現地サプライヤーと協業している。これによって現地調達率は操業開始時点で85%前後となり、これを90%以上に引き上げることを目標としている。サプライヤーの41%はタミル・ナードゥ州を拠点としており、44%がインドの他の地域を拠点としている。
また、DICVは初期投資120億ルピーでオラガダム工場にR&Dセンターも設立している。
2012年9月5日にはメルセデス・ベンツ・アクトロストラックの製造がプネー近郊チャカンのメルセデス・ベンツの工場からオラガダムに移管された。
2014年3月6日、DICVのオラガダム工場にてバス製造工場の定礎式が行われた。42億5000万ルピーを投じて、面積27.91エーカー（11万3千平方メートル）の規模で建設され、2015年第2四半期に完工の予定となっている。当初の製造能力は1,500台/年で、4,000台/年まで増産が可能となる。また、ダイムラーとフロントエンジン車の分野で協力関係にある北アイルランドのバス車体架装メーカー、ライトバスによる車体製造設備も併設される。
この新工場では9トン、16トン、16トン超のカテゴリーのバスを製造し、メルセデス・ベンツ及びバーラト・ベンツの両ブランドにて販売される。バーラト・ベンツのバスはフロントエンジンとなり、スクールバスや都市間バスのカテゴリーをターゲットとする。一方、メルセデス・ベンツのバスはリアエンジンの高級都市間バスとなる予定である。いずれもインド、あるいは輸出先となるアジア・アフリカの地域事情に特化した車種となる。

## 車種一覧

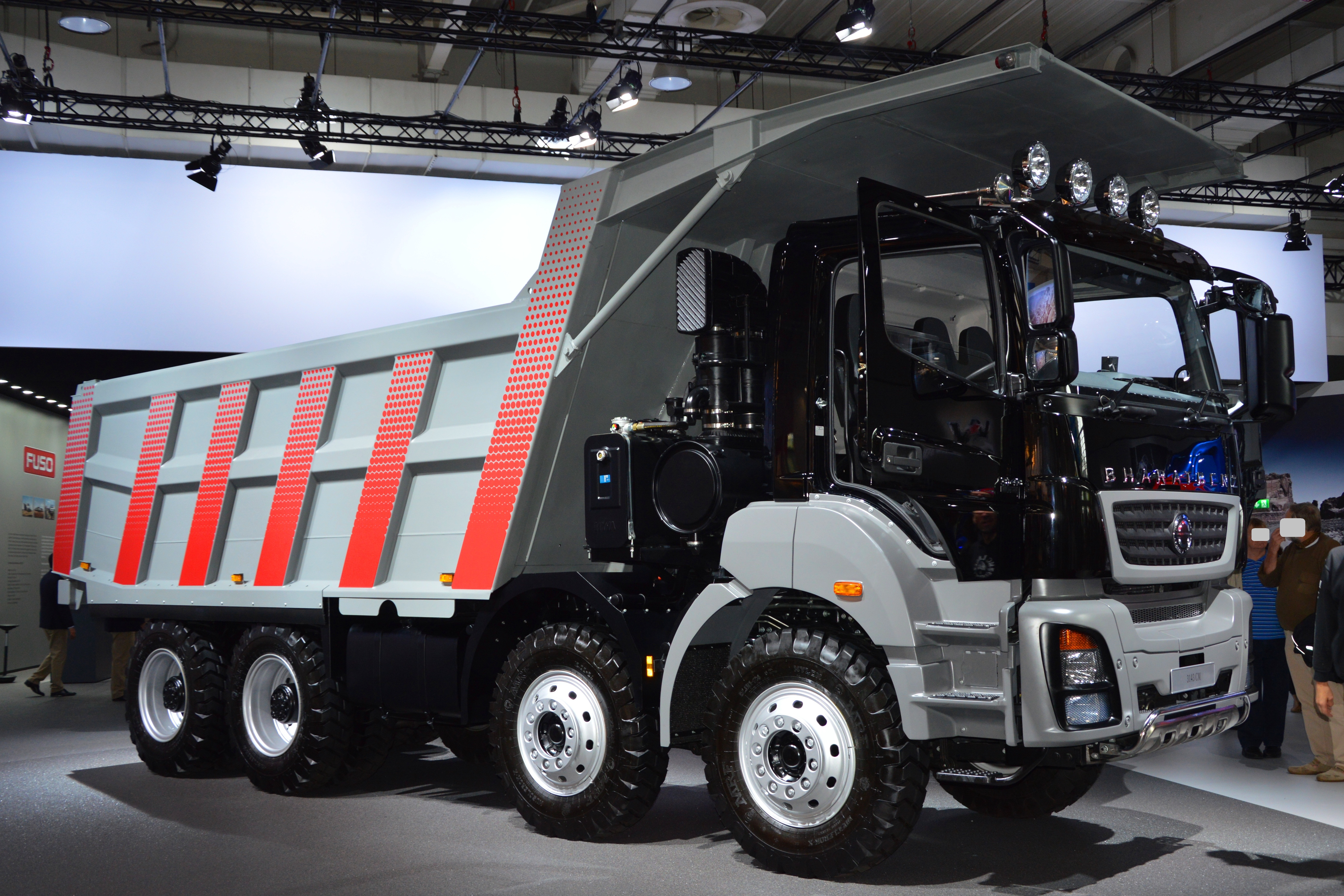
バーラト・ベンツ（ダンプカー）

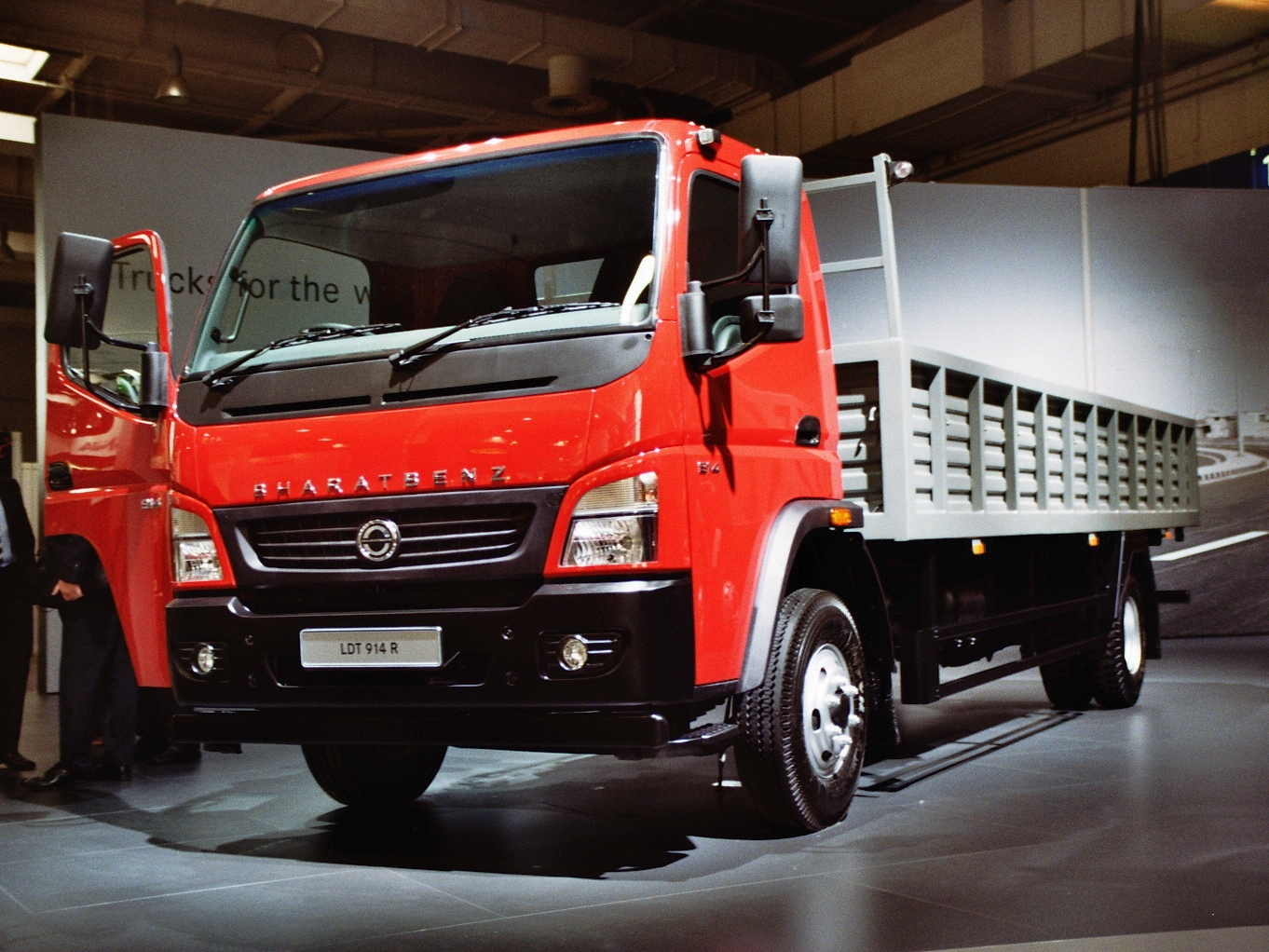
バーラト・ベンツ（914中型トラック）

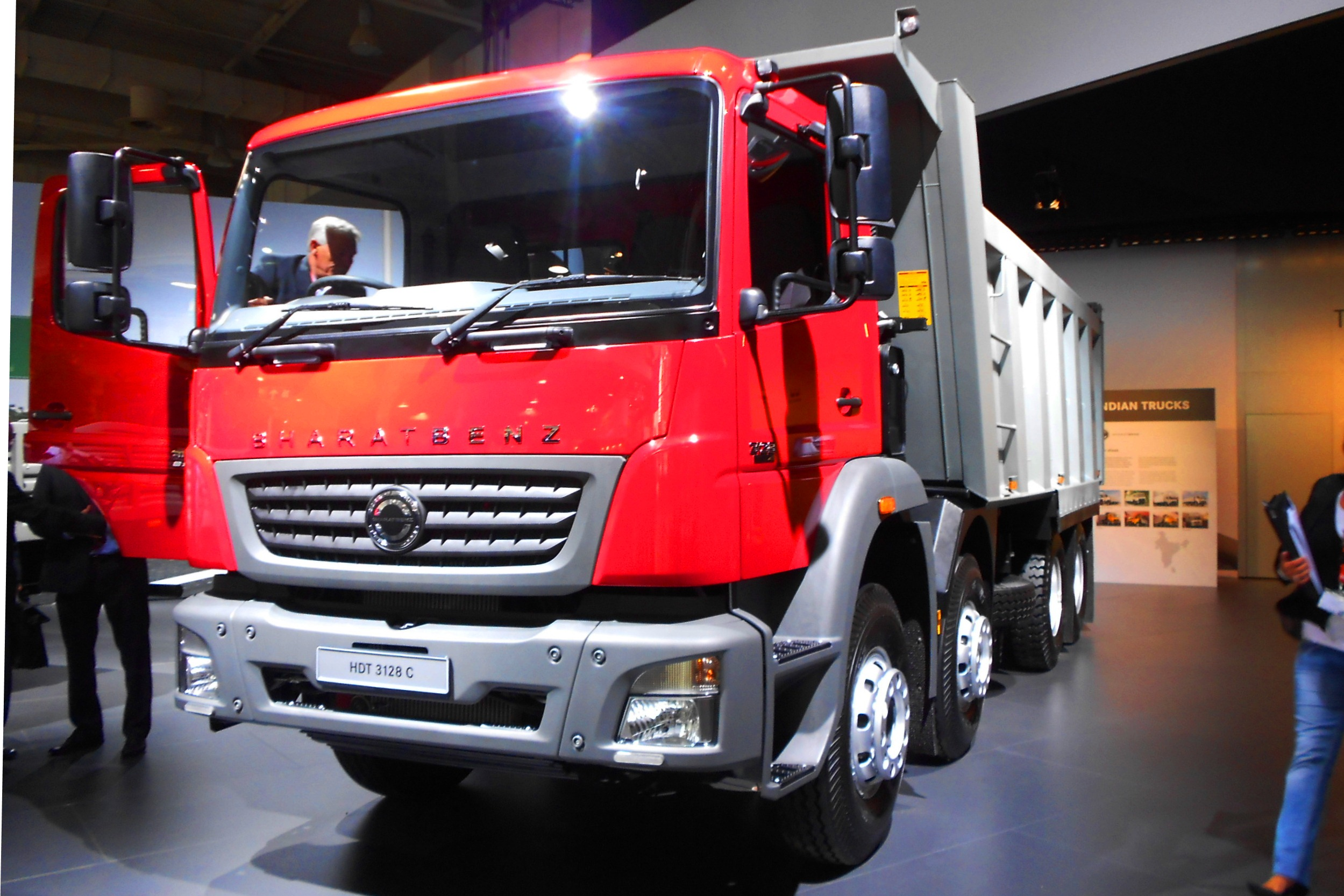
バーラト・ベンツ（3128ダンプカー）

中型トラック（GVW 9～12トン）は三菱ふそうのキャンター（キャブ）とファイター（足回り）をベースに開発され、4D34型3907cc 4気筒ディーゼルエンジンを搭載する。大型トラック（GVW 25～49トン）はメルセデス・ベンツ・アクサーのプラットフォームをベースに開発され、6373cc 6気筒ディーゼルを搭載する。全車種がBSⅢ排ガス規制（EUROⅢ相当）に準拠する。
中型トラック
- 914（GVW 9トン）
- 1214（GVW 12トン）

大型トラック
- 2523（GVW 25トン）
- 3123（GVW 31トン）

ダンプカー
- 1217（GVW 12トン）
- 2523（GVW 25トン）
- 2528（GVW 25トン）
- 3128（GVW 31トン）

トラクター
- 4928（GVW 49トン）

## 海外輸出

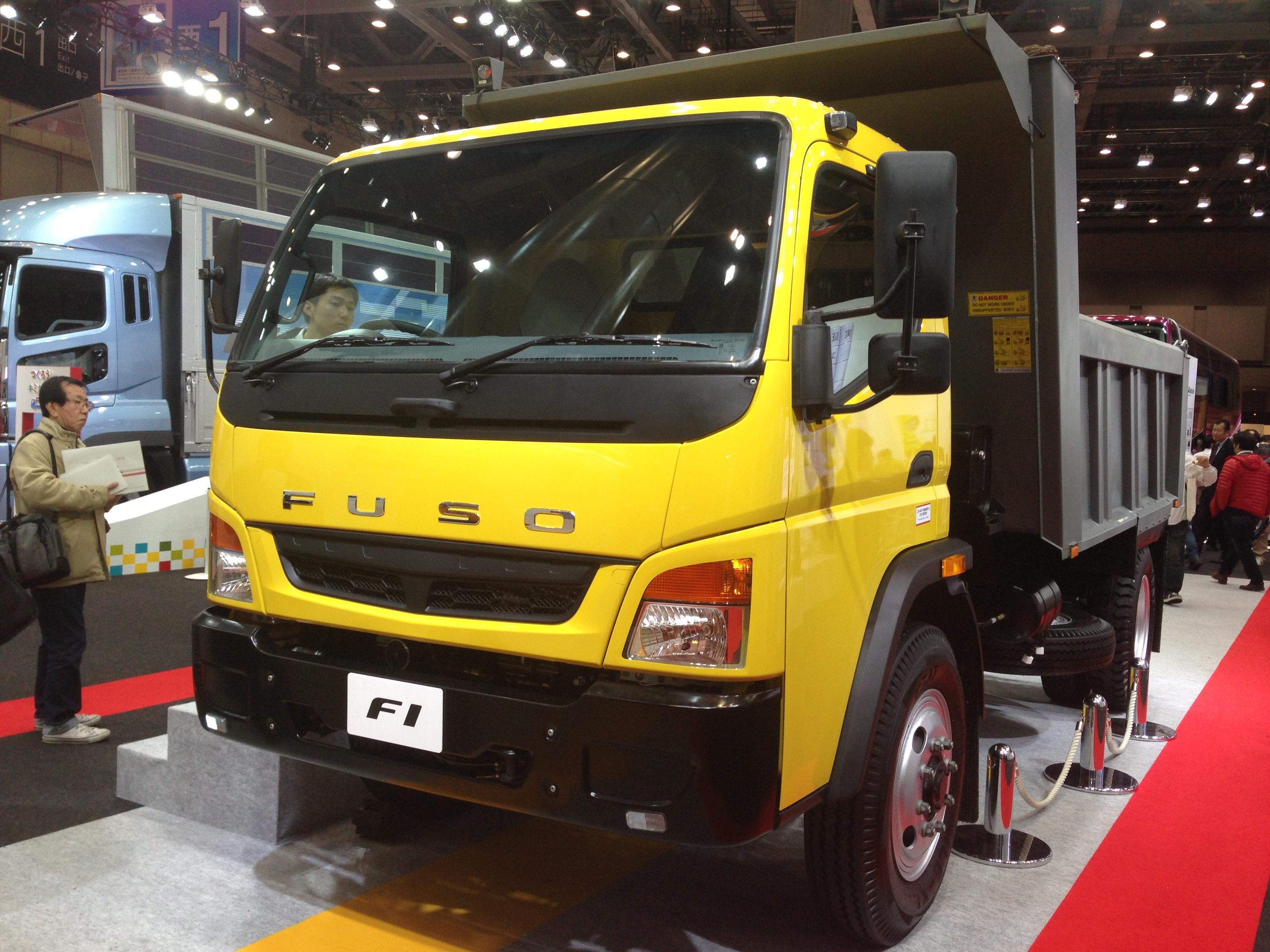
ふそうFIダンプカー（第43回東京モーターショー参考出展車）

2013年5月23日、三菱ふそうトラック・バスがアジア・アフリカ地域向け大型・中型トラックを発表した。バーラト・ベンツ車をベースとするが、「FUSO」ブランドにて販売が行われる。2013年4月からDICVのオラガダム工場で生産が開始されており、6月のスリランカを皮切りに、2013年内にバングラデシュ、ザンビア、ケニア、ブルネイへ順次輸出されている。今後は、他のアジア・アフリカ諸国にも展開していく予定である。

## 将来の計画
- バーラト・ベンツのブランドでバスの製造も計画している[22]。なお、2013年4月1日にはメルセデス・ベンツのバス部門がDICVに統合されている[28]。